# Лун Цзя
Лун Цзя (кит. упр. 龍嘉, пиньинь Long Jia; род. 29 августа 1998) — китайская спортсменка, борец вольного стиля, чемпионка мира 2024 года, участница летних Олимпийских игр 2020 года в Токио,.

## Биография
В начале апреля 2021 года в Алма-Ате завоевала олимпийскую лицензию на азиатском отборочном турнире к Олимпиаде в Токио, победив Сухэгийн Цэрэнчимэд из Монголии. В августе 2021 года на Олимпиаде в схватке на стадии 1/8 финала одолела американку Кайлу Миракл (3:2), в 1/4 финала на туше уступила украинке из Ирине Коляденко, и заняла итоговое 9 место.

## Достижения
- Олимпийские игры 2020 — 9;